# Thyrasgade (København)
Thyrasgade er en kort og godt gemt gade på Ydre Nørrebro i Mimersgadekvarteret. Thyrasgade løber parallelt med Nørrebrogade fra Ægirsgade til Gormsgade.
Gaden er opkaldt efter Gorm den Gamles dronning Thyra Danebod. »Danebod« menes at betyde »Danmarks pryd«. Navnemæssigt set danner Dagmarsgade, Gormsgade, Thyrasgade og Haraldsgade en lille særgruppe midt i det mytologiske kvarter, da disse fire gader har hentet deres navne specifikt fra den tidlige danske kongeslægt. Thyrasgade blev navngivet omkring 1870 og er således en lidt yngre sidegade til Gormsgade.
Thyrasgade er en af de gader i kvarteret, der har bevaret mest af sin oprindelige brolægning. I enden mod Ægirsgade er der bevaret et stort stykke af denne vejbelægning. På hjørnet af Ægirsgade ligger et gammelt værtshus. Facaden er for nylig blevet renoveret. Ellers er der udelukkende beboelse i Thyrasgade. Den er uens og charmerende. Som på mange af andre af kvarterets gader er hjørnehusene ældst, fra starten af århundredet. De midterste nye huse har altaner ud til gaden i hele seks etager. Bag denne markante lejlighedsbebyggelse ligger der en kæmpemæssig baggård, også med altaner og svalegange. På hjørnet af Gormsgade ligger et smukt gult to-etageshus af ældre dato.

## Thyrasgades historie
Ved Thyrasgade lå i forrige århundrede gården Mariasminde (omkring 1870). Gaden var kun så småt udbygget for hundrede år siden, men der lå en en tømmerhandel, I.V. Hansen. Halvtreds år senere – i 1958 – finder man bl.a. en skræddermester Brudzewsky, en bogholder Brudholm, ”Byens Bolighjælp Central” ved vinduespolerer Svend Plykker og en frøken Winstedt i nr. 5. I 1920 var der et autovaskeri i nr. 10.
Thyrasgades vejforløb blev reelt først gennemført i 1960.